# 11898 Dedeyn
11898 Dedeyn (1991 GM9) là một tiểu hành tinh nằm phía ngoài của vành đai chính được phát hiện ngày 10 tháng 4 năm 1991 bởi E. W. Elst ở Đài thiên văn Nam Âu.